# Еваро (Монтана)
Еваро (англ. Evaro) — переписна місцевість (CDP) в США, в окрузі Міссула штату Монтана. Населення — 373 особи (2020).

## Географія
Еваро розташоване за координатами 47°4′26″ пн. ш. 114°1′34″ зх. д. / 47.07389° пн. ш. 114.02611° зх. д. (47.073949, -114.025975).  За даними Бюро перепису населення США в 2010 році переписна місцевість мала площу 44,45 км², з яких 44,43 км² — суходіл та 0,01 км² — водойми.

## Демографія
Згідно з переписом 2010 року, у переписній місцевості мешкали 322 особи в 123 домогосподарствах у складі 79 родин. Густота населення становила 7 осіб/км².  Було 132 помешкання (3/км²).
Расовий склад населення:
| - 45,3 % — корінних американців - 44,4 % — білих - 0,6 % — азіатів - 0,3 % — чорних або афроамериканців |

До двох чи більше рас належало 9,3 %. Частка іспаномовних становила 5,9 % від усіх жителів.
За віковим діапазоном населення розподілялося таким чином: 26,1 % — особи молодші 18 років, 63,7 % — особи у віці 18—64 років, 10,2 % — особи у віці 65 років та старші. Медіана віку мешканця становила 38,9 року. На 100 осіб жіночої статі у переписній місцевості припадало 117,6 чоловіків;  на 100 жінок у віці від 18 років та старших — 107,0 чоловіків також старших 18 років.
Середній дохід на одне домашнє господарство  становив 71 359 доларів США (медіана — 52 250), а середній дохід на одну сім'ю — 88 321 долар (медіана — 65 625). За межею бідності перебувало 11,2 % осіб, у тому числі 19,2 % дітей у віці до 18 років та 10,2 % осіб у віці 65 років та старших.
Цивільне працевлаштоване населення становило 124 особи. Основні галузі зайнятості: освіта, охорона здоров'я та соціальна допомога — 28,2 %, роздрібна торгівля — 16,9 %, науковці, спеціалісти, менеджери — 15,3 %, публічна адміністрація — 14,5 %.